# Rein Draijer

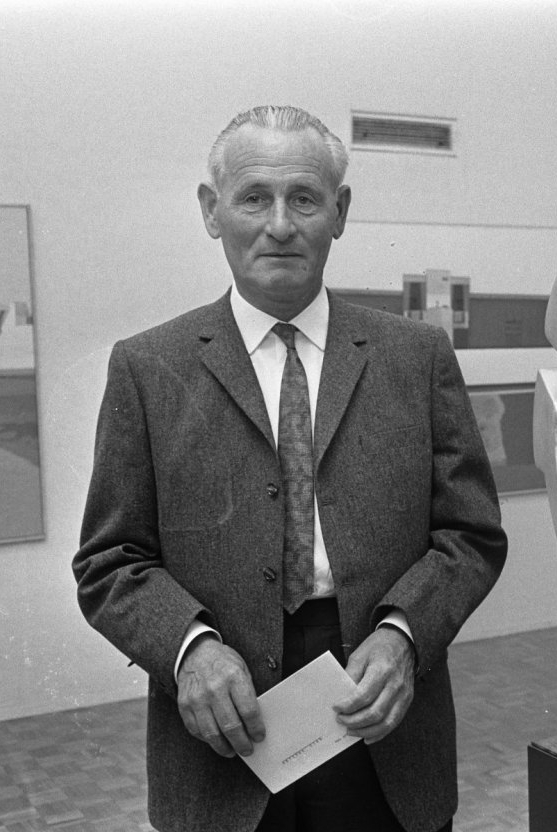
Rein Draijer in 1968

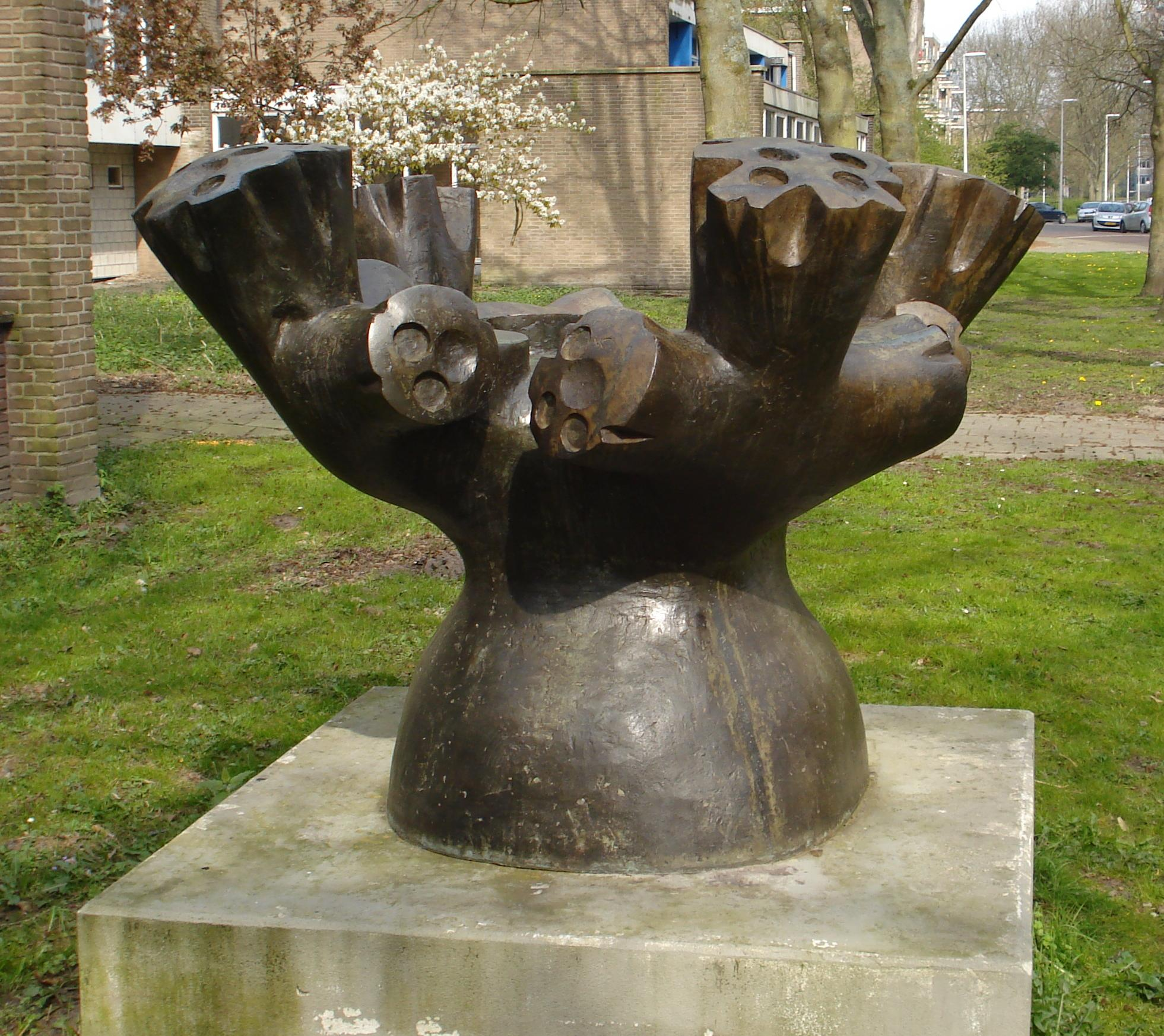
Afgeknotte boom

Reindert Juurt (Rein) Draijer (Groningen, 10 juli 1899 – Den Haag, 31 oktober 1986) was een Nederlandse schilder, beeldhouwer, ontwerper en keramist, die behoort tot de Nieuwe Haagse school.

## Leven en werk
Rein Draijer (ook wel geschreven als Drayer) kreeg tekenles van J.A. Slempkes en schilderles van Jacob Hendrik Geerlings aan de Academie Kunstoefening in Arnhem. Hier haalde hij ook zijn tekenakte. In 1922, ging hij naar Den Haag, waar hij als tekenleraar werkzaam was en voor zijn M.O.-tekenakte studeerde aan de Koninklijke Academie van Beeldende Kunsten. In de avonduren volgde hij de lessen van docent Henk Meijer. Draijer had zijn eerste expositie in 1927 in kunstzaal De Bron. Hij werd lid van Pulchri Studio en stichtte in 1936 met de Pulchri-leden Hubert Bekman, Hein von Essen, Jan van Heel, Marinus Schipper en Jan Franken Pzn. de kunstenaarsgroepering De Groep.
In 1952, werd hij lid van Verve. Ook was hij lid van de Haagse Kunstkring en de Nederlandse Kring van Beeldhouwers in Amsterdam. Draijer had een atelier aan de Erasmusweg in Den Haag. In 1953 ging hij ook beeldhouwen (in brons). Hij was docent aan de Haagse Academie.
In 1952, ontving Draijer de Jacob Marisprijs voor tekenen, een prijs die hij ook in 1968 kreeg. Het Gemeentemuseum Den Haag wijdde in dat jaar een tentoonstelling aan zijn oeuvre. In 1962, nam hij namens Nederland deel aan de Biënnale van Venetië en in 1968 ontving hij naast de Jacob Marisprijs tevens de Jacob Hartogprijs. Het werk van Draijer bevindt zich in de collectie van verscheidene Nederlandse musea, onder andere van het Gemeentemuseum Den Haag, het Stedelijk Museum in Amsterdam en het Postmuseum en maakt deel uit van de Rijkscollectie.
In 1981 beëindigde hij zijn loopbaan. Hij overleed op 31 oktober 1986.

Alles is gezegd (Rein Draijer, 1981)

## Werk in de openbare ruimte Den Haag
- Schelpen (1968), President Kennedylaan
- Afgeknotte boom (1979), Isabellaland
- Schoven I (1979), Ambachtsgaarde
- Doosvrucht (1980), parkje bij de Javastraat

## Fotogalerij

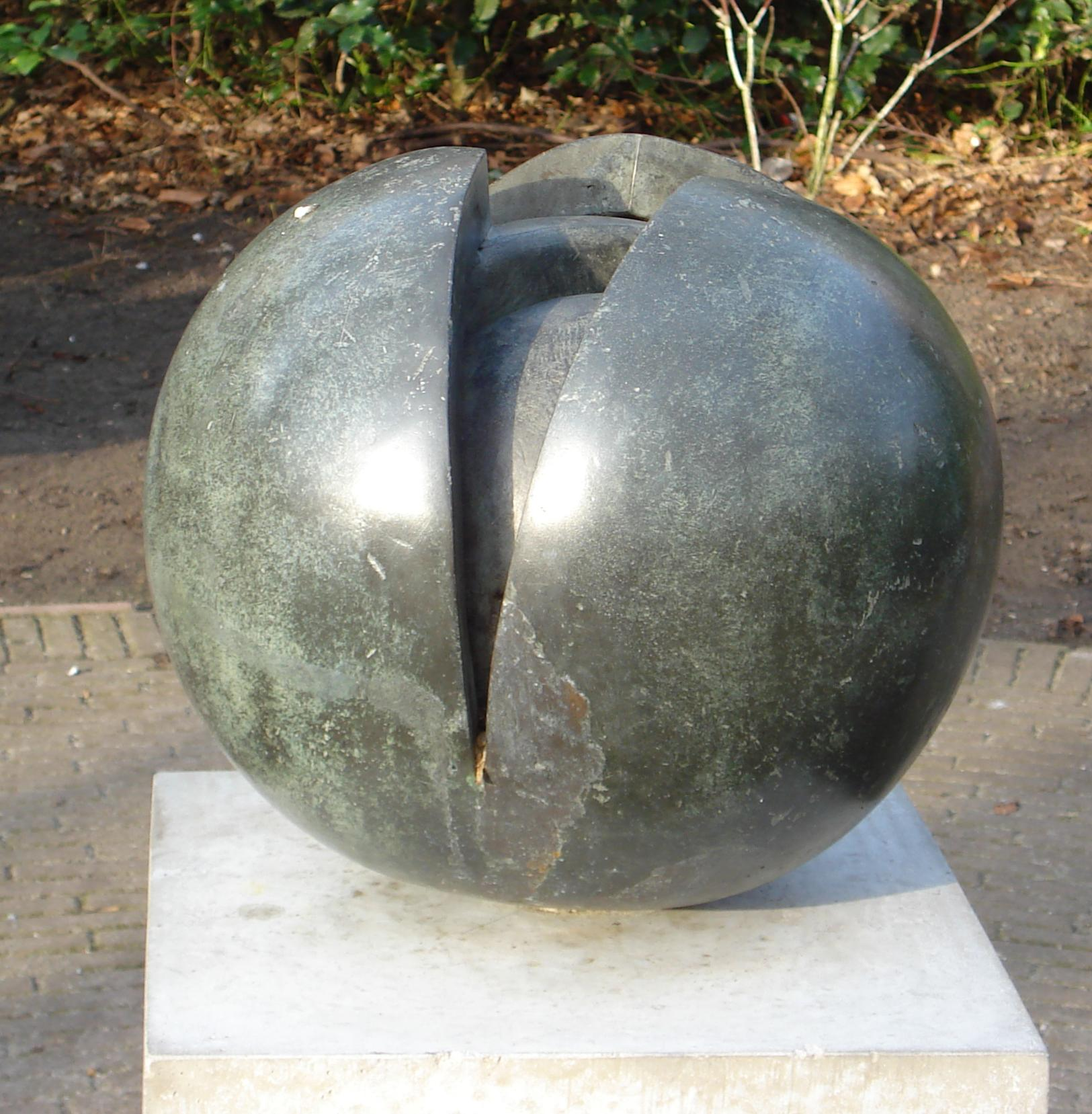
Doosvrucht
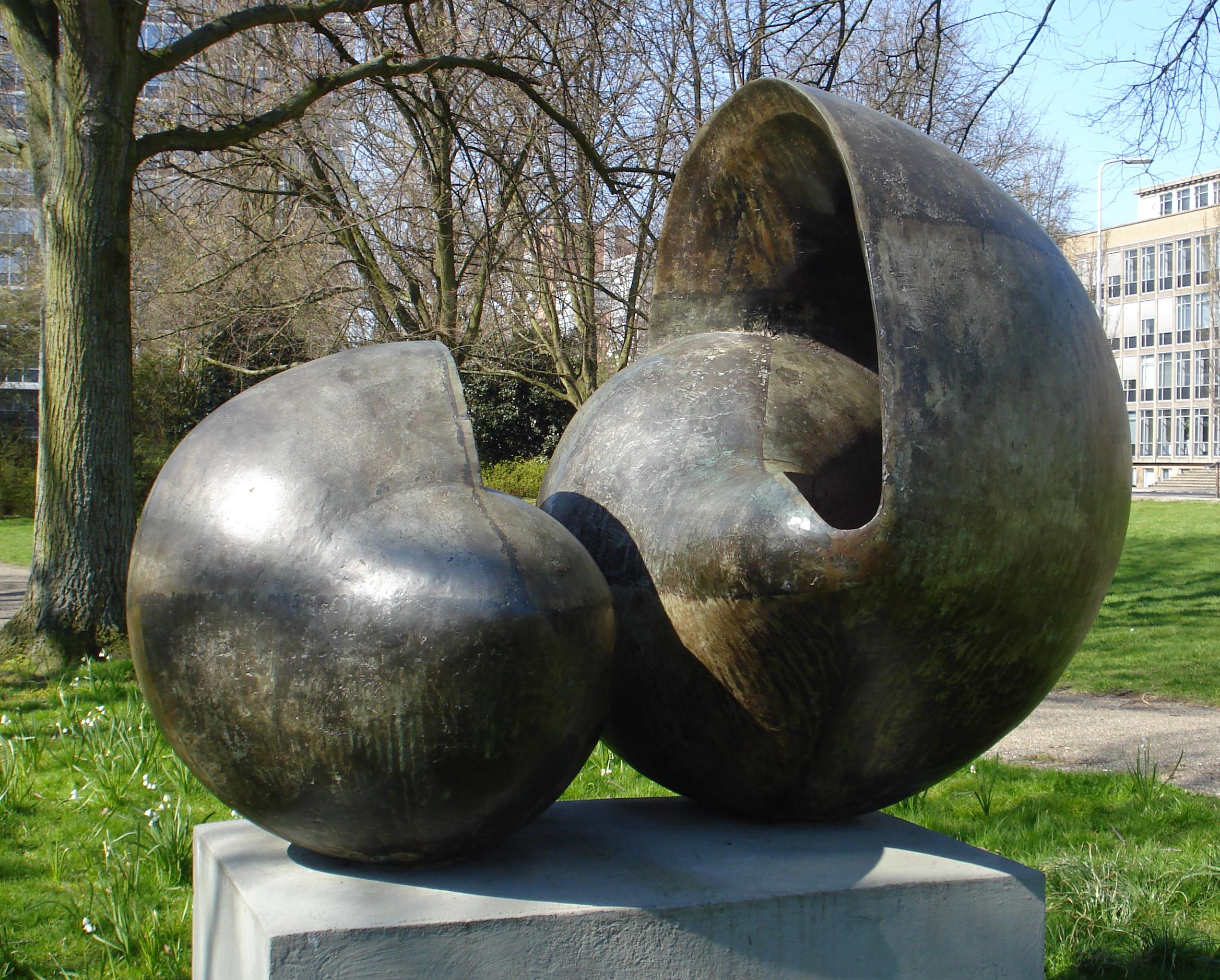
Schelpen
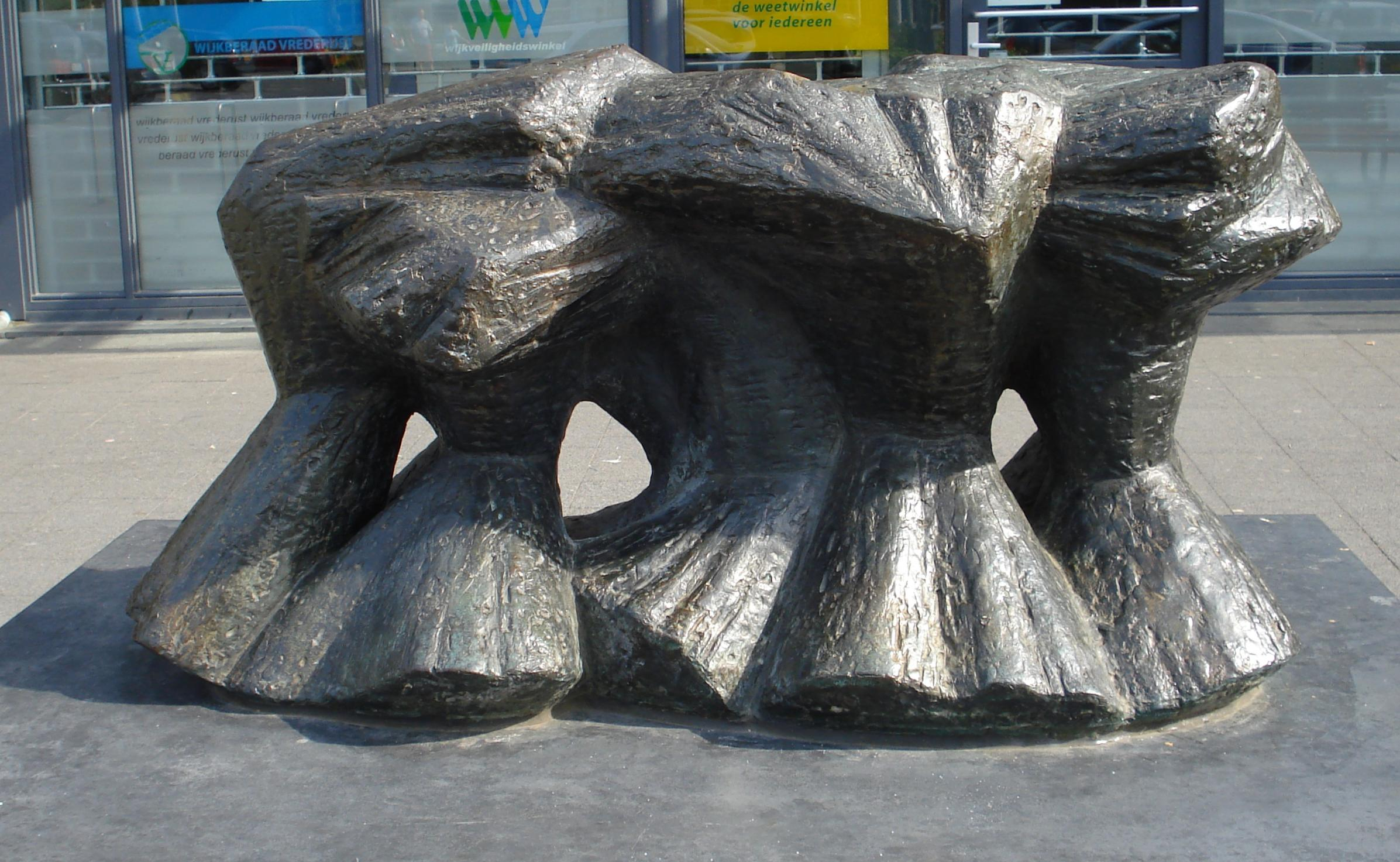
Schoven I
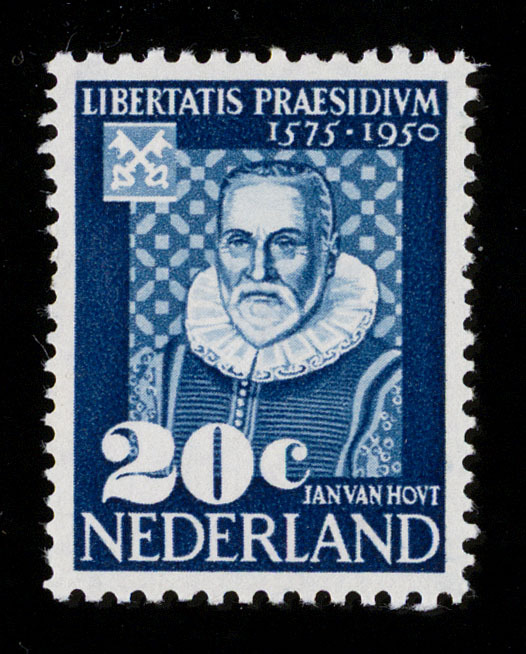
Jan van Hout (Postzegel 1950)